# Philippe André de Vilmorin
Pierre Philippe André Lévêque de Vilmorin  (firmaba Philippe André de Vilmorin) (París, 30 de noviembre de 1776-Les Barres (Loiret), 21 de marzo de 1862) fue un botánico, genetista francés; abuelo de Charles Philippe Henry Lévêque de Vilmorin (1843-1899) y miembro de la firma comercial familiar de Vilmorin-Andrieux; se ocupó apasionadamente de la botánica, especializándose en la mejora y cultivo de plantas.

## Biografía
Vilmorin era el hijo mayor de Philippe-Victoire Levêque de Vilmorin (1746-1804), marchand semillero del rey, y creador de una empresa de negocio de horticultura. Estudió en el Collège de Pontlevoy, luego en París, y se convirtió en director de la empresa después de la muerte de su padre. Sus viajes a Inglaterra en 1810, 1814 y 1816 le permitieron descubrir los avances ingleses, en el cultivo de plantas hortícolas, y en agricultura. Eso le aumentó su interés en cereales, hortalizas, árboles maderables, ornamentales y exóticas. Así, la Horticultural Society de Londres le otorgó una medalla en 1814 por sus artículos sobre el tema.
En 1815, Vilmorin funda Vilmorin-Andrieux & Cía., que luego se convertiría en una de las mayores proveedoras de plantas del mundo. Compró una propiedad de caza, que pertenecía a Luis XIV, enVerrières-le-Buisson, periferia de París, donde desarrolló el Arboretum Vilmorin. En 1821, adquiere el dominio de Barres (283 ha), plantando una forestación experimental, que le permitiría estudiar pinos y robles. Una parte de ese predio será en 1873 el Arboretum national des Barres. Vilmorin fallece allí, el 21 de marzo de 1862.
Uno de sus nietos, Henry de Vilmorin (1843-1899) funda el establecimiento hortícola de Empel, cabo de Antibes en 1886.

## Reconocimientos
- Presidente de la Société Botanique de France
- Miembro de la Academia de Agricultura de Francia
- Miembro de por vida de la «Société botanique de France»
- Miembro de la Sociedad de la Historia de París y de la Île-de-France.